# Rinčetova Graba
Rinčetova Graba – wieś w Słowenii, w gminie Ljutomer. W 2018 roku liczyła 104 mieszkańców.